# Ledová společnost
Ledová společnost (francouzsky La Compagnie des glaces) je devadesátisedmidílná postapokalyptická sci-fi sága francouzského spisovatele Georgese-Jeana Arnauda, jejíž jednotlivé knihy vycházely v letech 1980–2005.

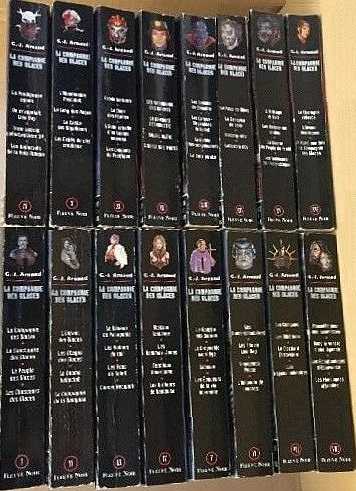
16 souborných svazků knižní série Ledová společnost

## Vznik a ocenění
Velmi záhy se první díly staly bestsellerem a v roce 1982 G. J. Arnaud získal cenu Science-Fiction Française (pro díla napsaná ve francouzštině). V roce 1988 pak autor za Ledovou společnost obdržel literární cenu Apollo. I když jde o velmi početnou ságu, s jednotlivými díly neztrácí na kvalitě a udržuje si patřičný standard a napětí. Pro svůj obrovský záběr a komplexnost se dá srovnat se slavnými sériemi jakými jsou např. Nadace od Isaaca Asimova či Duna Franka Herberta.
Georges-Jean Arnaud využívá svých znalostí a zkušeností z tvorby románů rozličných žánrů, knihy mají kvalitní příběh a logickou linii. Na rozdíl od sci-fi románů jiných autorů (např. Arthur C. Clarke, Stanisław Lem, aj.) zde není tolik kladen důraz na precizní popis prostředí, nýbrž na děj, který má spád.

## Struktura ságy
Sága je rozdělena do tří sérií:
- Ledová společnost (La Compagnie des Glaces) – 62 dílů (1980–1992).
- Ledová společnost: Nová epocha (La Compagnie des Glaces: Nouvelle Epoque) – 24 dílů (2001–).
- Kronika Ledové společnosti (Chroniques Glaciaires) – 11 dílů (1996–2001).

Celá první řada Ledové společnosti (1980–1992) začala znovu vycházet na konci devadesátých let a vyšla v celkem 16 souborných svazcích. Každý obsahoval vždy čtyři originální díly. Obálky těchto sborníků (omnibusů) vytvořil Philippe Jozelon.
Na poslední svazek č. 16 zbývaly pouze dva díly – č. 61 a 62. Georges-Jean Arnaud po osmi letech (v roce 2000) napsal speciálně pro toto vydání nový román L'Avenir des Dupes, který spadá do první řady a samostatně nikdy nevyšel (v bibliografii níže je označený jako 61b). Vydavatelství chtělo uchovat stejný formát těchto svazků a tak přidalo do vydání č. 16 ještě encyklopedii Encieclopédie des Glaces, kterou vytvořil Noe Gaillard.
Fanoušci si žádali další díly, autor je vyslyšel a začal v letech 1996–2001 psát Kroniku ledové společnosti, v níž se vracel k neuzavřeným událostem z první řady. V roce 2001, neboť zájem byl stále obrovský, začal psát romány druhé řady – Ledová společnost: Nová epocha.
Na internetu lze nalézt i mapy světa, na nichž jsou zakresleny jednotlivá města a hranice společností. Francouzské vydavatelství Dargaud začalo vydávat komiks ze světa Ledové společnosti. Realizace se ujal Philippe Bonifay a studio Jotim.
Jednotlivé díly ságy jsou členěny takto:

### Ledová společnost – první série (francouzsky La Compagnie des Glaces (Première Epoque))
1. F-Station – franc. La Compagnie des glaces [angl. The Ice Company] (FNA 997, 1980 / Omnibus 1)
2. Svatyně ledu – franc. Le Sanctuaire des glaces [angl. The Ice Sanctuary] (FNA 1038, 1981 / Omnibus 1)
3. Ledový národ – franc. Le Peuple des glaces [angl. The Ice People] (FNA 1056, 1981 / Omnibus 1)
4. Lovci ledových lidí – franc. Les Chasseurs des glaces [angl. The Ice Hunters] (FNA 1077, 1981 / Omnibus 1)
5. Dítě – franc. L'Enfant des glaces [angl. The Ice Child] (FNA 1104, 1981 / Omnibus 2)
6. Zajatci ledu – franc. Les Otages des glaces [angl. The Ice Hostages] (FNA 1116, 1982 / Omnibus 2)
7. Trpaslík v akci – franc. Le Gnome halluciné [angl. The Visionary Dwarf] (FNA 1122, 1982 / Omnibus 2)
8. Na mořském ledovci – franc. La Compagnie de la banquise [angl. The Pacific Shelf Company] (FNA 1139, 1982 / Omnibus 2)
9. Patagonská síť – franc. Le Réseau de Patagonie [angl. The Patagonia Network] (FNA 1157, 1982 / Omnibus 3)
10. Plachetnice na ledovci – franc. Les Voiliers du rail [angl. The Rail Sailboats] (FNA 1180, 1982 / Omnibus 3)
11. Posedlí sluncem – franc. Les Fous du soleil [angl. The Sun Fanatics] (FNA 1198, 1983 / Omnibus 3)
12. Obratník Raka – franc. Network-Cancer [angl. Cancer Network] (FNA 1207, 1983 / Omnibus 3)
13. Stanice fantomů – franc. Station fantôme [angl. Ghost Station] (FNA 1224, 1983 / Omnibus 4)
14. Velrybí lidé – franc. Les Hommes Jonas [angl. The Jonah Men] (FNA 1249, 1983 / Omnibus 4)
15. Konečná stanice Amertume – franc. Terminus Amertume [angl. Terminus Despair] (FNA 1267, 1983 / Omnibus 4)
16. Spalovači ledu – franc. Les Brûleurs de banquise [angl. The Ice Melters] (FNA 1271, 1984 / Omnibus 4)
17. Propast vlkodlaků – franc. Le Gouffre aux garous [angl. The Were-Pit] (FNA 1286, 1984 / Omnibus 5)
18. Svatokrádci – franc. Le Dirigeable sacrilège [angl. The Sacrilegious Airship] (FNA 1303, 1984 / Omnibus 5)
19. Liensun – franc. Liensun (FNA 1321, 1984 / Omnibus 5)
20. Metaři Věčného života – franc. Les Éboueurs de la vie éternelle [angl. The Dumpsters Of Eternity] (FNA 1333, 1984 / Omnibus 5)
21. Hřbitovní vlaky – franc. Les Trains cimetières [angl. The Graveyard Trains] (FNA 1351, 1985 / Omnibus 6)
22. Synové Liena Raga – franc. Les Fils de Lien Rag [angl. The Sons Of Lien Rag] (FNA 1364, 1985 / Omnibus 6)
23. Cestující Yeuze – franc. Voyageuse Yeuse [angl. Voyager Yeuse] (FNA 1388, 1985 / Omnibus 6)
24. Urna s popelem – franc. L'Ampoule de cendres [angl. The Glass Urn] (FNA 1405, 1985 / Omnibus 6)
25. Sluneční společnost – franc. Sun Company (FNA 1431, 1986 / Omnibus 7)
26. Sibiřané – franc. Les Sibériens [angl. The Siberians] (FNA 1449, 1986 / Omnibus 7)
27. Železniční tulák – franc. Le Clochard ferroviaire [angl. The Mysterious Hobo] (FNA 1460, 1986 / Omnibus 7)
28. Vagony paměti – franc. Les Wagons mémoires [angl. The Memory Trains] (FNA 1477, 1986 / Omnibus 7)
29. Mauzoleum pro lokomotivu – franc. Mausolée pour une locomotive [angl. The Fabulous Locomotive] (FNA 1490, 1986 / Omnibus 8)
30. V břiše legendy – franc. Dans le ventre d'une légende [angl. In The Belly Of A Legend] (FNA 1503, 1986 / Omnibus 8)
31. Lešení hrůzy – franc. Les Échafaudages d'épouvante [angl. The Scaffolds Of Fear] (FNA 1516, 1987 / Omnibus 8)
32. Hladové hory – franc. Les Montagnes affamées [angl. The Hungry Mountains] (FNA 1541, 1987 / Omnibus 8)
33. Hrozná agónie – franc. La Prodigieuse agonie [angl. The Prodigious Agony] (FNA 1552, 1987 / Omnibus 9)
34. Říkali mi Lien Rag – franc. On m'appelait Lien Rag [angl. They Called Me Lien Rag] (FNA 1571, 1987 / Omnibus 9)
35. Vězeňský vlak č. 34 – franc. Train spécial pénitentiaire 34 [angl. Special Penitentiary Train 34] (FNA 1581, 1987 / Omnibus 9)
36. Halucinace na Šikmé trati – franc. Les Hallucinés de la voie oblique [angl. The Madmen Of The Oblique Road] (FNA 1596, 1987 / Omnibus 9)
37. Odporný postulát – franc. L'Abominable postulat [angl. The Abominable Verdict] (FNCG 37, 1988 / Omnibus 10)
38. Krev Ragusů – franc. Le Sang des Ragus [angl. The Blood Of The Ragus] (FNCG 38, 1988 / Omnibus 10)
39. Kasta Výhybkářů – franc. La caste des Aiguilleurs [angl. The Dispatchers Guild] (FNCG 39, 1988 / Omnibus 10)
40. Nebeští vyhnanci – franc. Les Exilés du ciel croûteux [angl. The Castaways Of A Crusty Sky] (FNCG 40, 1988 / Omnibus 10)
41. Exodus barbarů – franc. Exode barbare [angl. Savage Exodus] (FNCG 41, 1988 / Omnibus 11)
42. Bulb – franc. La Chair des étoiles [angl. The Flesh Of The Stars] (FNCG 42, 1988 / Omnibus 11)
43. Krutý rozbřesk nové doby – franc. L'Aube cruelle d'un temps nouveau [angl. The Bloody Dawn Of The New Times] (FNCG 43, 1988 / Omnibus 11)
44. Les Canyons du Pacifique [angl. The Canyons Of The Pacific] (FNCG 44, 1989 / Omnibus 11)
45. Les Vagabonds des brumes [angl. The Wanderers In The Mist] (FNCG 45, 1989 / Omnibus 12)
46. La Banquise déchiquetée [angl. The Wrecked Ice Shelf] (FNCG 46, 1989 / Omnibus 12)
47. Soleil blême [angl. Wan Sun] (FNCG 47, 1989 / Omnibus 12)
48. L'Huile des morts [angl. The Oil Of The Dead] (FNCG 48, 1989 / Omnibus 12)
49. Les Oubliés de Chimère [angl. The Forsakens Of Chimera] (FNCG 49, 1989 / Omnibus 13)
50. Les Cargos-dirigeables du soleil [angl. The Airships Of The Sun] (FNCG 50, 1990 / Omnibus 13)
51. La Guilde des sanguinaires [angl. The Bloody Guild] (FNCG 51, 1990 / Omnibus 13)
52. La Croix pirate [angl. The Pirate Cross] (FNCG 52, 1990 / Omnibus 13)
53. Le Pays de Djoug [angl. The Land Of Djoug] (FNCG 53, 1990 / Omnibus 14)
54. La Banquise de bois [angl. The Pontoons Of Lacustra] (FNCG 54, 1990 / Omnibus 14)
55. Iceberg-Ship (FNCG 55, 1991 / Omnibus 14)
56. Lacustra City (FNCG 56, 1991 / Omnibus 14)
57. L'Héritage du Bulb [angl. The Bulb's Inheritance] (FNCG 57, 1991 / Omnibus 15)
58. Les Millénaires perdus [angl. The Lost Millenia] (FNCG 58, 1991 / Omnibus 15)
59. La Guerre du peuple du froid [angl. The War Of The Ice People] (FNCG 59, 1991 / Omnibus 15)
60. Les Tombeaux de l'Antarctique [angl. The Tombs Of Antarctica] (FNCG 60, 1992 / Omnibus 15)
61. La Charogne céleste [angl. The Cosmic Remains] (FNCG 61, 1992 / Omnibus 16)

61b. L'Avenir des Dupes [angl. The Dupes' Future] (Omnibus 16, 2000)
62. Il était une fois la compagnie des glaces [angl. Once Upon A Time, The Ice Company] (FNCG 62, 1992 / Omnibus 16)
+ Encieclopédie des glaces [angl. Ice Encyclopedia] (by Noé Gaillard) (Omnibus 16, 2000)

### Ledová společnost: Nová epocha (francouzsky La Compagnie des Glaces (Nouvelle Epoque))
1. La Ceinture de Feu [angl. The Fire Belt] (FNCG2 1, 2001)
2. Le Chenal Noir [angl. The Dark Channel] (FNCG2 2, 2001)
3. Le Réseau de l'Éternelle nuit [angl. The Network Of Eternal Night] (FNCG2 3, 2001)
4. Les Hommes du Cauchemar [angl. The Nightmare Men] (FNCG2 4, 2001)
5. Les Spectres de l'Altiplano [angl. The Ghosts Of The Altiplano] (FNCG2 5, 2001)
6. Les Momies du massacre [angl. The Mummies From The Massacre] (FNCG2 6, 2002)
7. L'Ombre du Serpent Gris [angl. The Shadow Of The Grey Snake] (FNCG2 7, 2002)
8. Les Griffes de la banquise [angl. The Claws Of The Ice Shelf] (FNCG2 8, 2002)
9. Les Forbans du nord [angl. The Northern Pirates] (FNCG2 9, 2002)
10. Les Icebergs lunaires [angl. Icebergs From The Moon] (FNCG2 10, 2002)
11. Le Sanctuaire de légende [angl. The Legendary Sanctuary] (FNCG2 11, 2002)
12. Les Mystères d'Altaï [angl. The Mysteries Of Altai] (FNCG2 12, 2003)
13. La Locomotive-dieu [angl. The God-Locomotive] (FNCG2 13, 2003)
14. Pari cataclysme [angl. Cataclysm Bet] (FNCG2 14, 2003)
15. Movane la chamane [angl. Movane the Shaman] (FNCG2 15, 2003)
16. Channel Drake [angl. Drake Channel] (FNCG2 16, 2003)
17. Le Sang des Aliens [angl. The Blood of Aliens] (FNCG2 17, 2004)
18. Caste barbare [angl. Barbarian Caste] (FNCG2 18, 2004)
19. Parano River (FNCG2 19, 2004)
20. Indomptable Fleur [angl. Indomitable Flower] (FNCG2 20, 2004)
21. Le Masque de l'autre [angl. The Other's Mask] (FNCG2 21, 2004)
22. Passions rapaces [angl. Ravening Passions] (FNCG2 22, 2005)
23. L'Irrévocable testament [angl. The Irrevocable Testament] (FNCG2 23, 2005)
24. Ultime Mirage [angl. Last Mirage] (FNCG2 24, 2005)

### Kronika Ledové společnosti (francouzsky Chroniques Glaciaires)
1. Les Rails d'incertitude [angl. The Rails Of Uncertainity] (FNA 1995, 1996)
2. Les Illuminés [angl. The Illuminated] (FNSFM 26, 1997)
3. Le Sang du monde [angl. The Blood Of The World] (FNSFM 36, 1998)
4. Les Prédestinés [angl. The Predestined] (FNCHR 4, 1999)
5. Les Survivants crépusculaires [angl. The Twilight Survivors] (FNCHR 5, 1999)
6. Sidéral Léviathan (FNCHR 6, 1999)
7. L'Oeil parasite [angl. The Parasitic Eye] (FNCHR 7, 1999)
8. Planète nomade [angl. Nomadic Planet] (FNCHR 8, 2000)
9. Roark (FNCHR 9, 2000)
10. Les Baleines Solinas [angl. The Solinas Whales] (FNCHR 10, 2000)
11. La Légende des Hommes-Jonas [angl. The Legend Of The Jonah Men] (FNCHR 11, 2001)

## Inspirace

### Počítačové hry
Existuje několik videoher vycházejících z prostředí populárních „ledovek“:
- Grand Star – on-line hra.
- Transarctica – vyvinutá francouzskou firmou Silmarils pro Atari ST, PC a Macintosh v roce 1993.

### Televizní zpracování
V roce 2007 se Ledová společnost dočkala televizní adaptace, v koprodukci Francie, Kanady a Belgie vznikl seriál Grand Star o 26 dílech.

## České překlady
Do češtiny bylo zatím přeloženo prvních 31 dílů ze série Ledová společnost (k lednu 2024). Prvních 16 dílů vyšlo knižně v nakladatelství Najáda.
Od sedmnáctého dílu série vycházela v nakladatelství Ivo Železný v edici Delfín. Překládala Ludmila Karlachová (17 Propast vlkodlaků, 18 Svatokrádci, 19 Liensun) a Renáta Listíková (20 Metaři Věčného života, 21 Hřbitovní vlaky, 22 Synové Liena Raga, 23 Cestující Yeuze, 24 Urna s popelem, 25 Sluneční společnost, 26 Sibiřané, 27 Železniční tulák, 28 Vagony paměti, 29 Mauzoleum pro lokomotivu, 30 V břiše legendy, 31 Lešení hrůzy).
Od 31. dílu vyšlo v češtině několik dalších dílů v neoficiálním fanouškovském překladu (do cca 43. knihy).

## Příběh
Obšírná sága vykresluje příběh civilizace, která se musela na Zemi přizpůsobit Nové době ledové. Celá lidská populace žije pod kopulemi měst na kolejích spojených rozsáhlou železniční sítí. Zde se odehrává boj o přežití a nadvládu, projevují se mocenské ambice mnoha – často tajných – frakcí.
Mezi různé organizace patří například:
- Sdružení Výhybkářů – disponuje znalostmi o původu ledových společností.
- Církev Neokatolíků – také zná jisté informace z doby před zaledněním, které by mohly narušit současný stav.
- Obnovitelé Slunce – sekta mystiků a vědců, jejímž cílem je odstranění trosek Měsíce z oběžné dráhy bez ohledu na to, jaký dopad by měl znovuobnovený sluneční svit na Zemi.
- a další

Železniční sítě jsou spravovány mocnými společnostmi, které tak de facto ovládají svět a mezi sebou vedou války. Přepravují suroviny, jídlo, určují přednosti na tratích pro jednotlivé soukromé vlaky, vyrábí a dopravují na frontu zbraně a válečný materiál atd.
Jednotlivé společnosti:
- Afrikánie
- Australasijská federace
- Interpacifická společnost
- Panamerická společnost
- Sibiřská společnost
- Společnost mořského ledovce (založená později)
- Transevropská společnost

Většina tratí je elektrifikována, standardem jsou tudíž elektrické lokomotivy. Parní lokomotivy, které se dostanou i na odlehlá místa, jsou luxusem a kromě členů Bezpečnosti, kterým jsou přiděleny si je mohou dovolit pouze nejbohatší občané.
Všechny vlaky jsou vybaveny elektronickým zařízením – krabičkou různé barvy. Slouží ke komunikaci a určuje statut majitele, automaticky přizpůsobuje přednost na trati. Jakýkoliv zásah do tohoto zařízení je trestný.
- červená – nejnižší důležitost, musí dát přednost všem vlakům. Červenými krabičkami je vybavena většina vlaků.
- žlutá – důležitější statut.
- hnědá – významná, např. vojenské vlaky.
- černá – dostupná jen prominentům. Tyto vlaky a lokocary mají absolutní přednost, uhnout jim musí i vojenské konvoje.

Vědec glaciolog Lien Rag se snaží vypátrat původ a tajemství ledových společností. Jak později vyplyne z děje, Novou dobu ledovou zapříčinila exploze Měsíce (kde byl skladován jaderný odpad), jehož hojné pozůstatky a prach obíhají kolem Země a blokují sluneční záření. Civilizace zkolabovala a než povstala nová – Ledová společnost, uběhla dvě staletí barbarství.
Jednou z největších záhad je existence klanů „Zrzavých lidí“ žijících na ledovci. Tito lidé snášejí krutou zimu bez větších obtíží a nepodléhají žádné nadvládě, jejich původ je obestřen tajemstvím. Jsou silní a statní. Občané společnosti jimi opovrhují, považují je za zvířata, i když se najdou ženy, kterým imponuje mužnost samců a neodolají pokušení.
Lien Rag stejně jako ostatní občané společnosti Zrzavým lidem zpočátku nedůvěřuje, posléze se přidá na jejich stranu a hájí jejich zájmy a práva.

## Postavy
- Harl Mern – etnolog, přítel Liena Raga.
- Floa Sadon – prezidentka Transevropské společnosti, dcera guvernéra 17. provincie.
- Jdrien – napůl člověk, napůl „Zrzavý“, syn Liena Raga.
- Kid – též Trpaslík, vynalézavý mrňous, který později založí Ledovcovou společnost na zamrzlém Pacifiku.
- Kurts – pirát, míšenec s výkonnou lokomotivou. Přepadává některé slabě chráněné stanice i vojenské vlaky a tím způsobuje Společnostem škody.
- Lady Diana – prezidentka Panamerické společnosti, jedna z mála lidí, která ví o původu ledových společností.
- Lien Rag – vědec, glaciolog, hlavní postava.
- Liensun – syn Liena Raga.
- Lienty Ragus – též Gus, železniční tulák, bratranec Liena Raga.
- Yeuze Semper – bývalá kabaretní zpěvačka, posléze se zjistí, že je dědičkou po Lady Dianě.